# Ctenusa psamatha
Ctenusa psamatha là một loài bướm đêm trong họ Noctuidae.